# Aplao
A cidade peruana de Aplao é a capital da Província de Castilla, situada no Departamento de Arequipa, pertencente a Região de Arequipa, Peru.